# Tanaka Shinbee
Tanaka Shimbe (田中新兵衛 Tanaka Shimbē?) (n. 1832 † 11 de julio de 1863) era uno de los cuatro Hitokiri, samurái de élite, activos en Japón durante el último shogunato Tokugawa en la década de 1860. Los Hitokiri incluyendo Shimbe, trabajaban bajo el mando de Takechi Hanpeita, el líder de los legitimistas de Tosa, que intentaron derrocar el shogunato de Tokugawa y restaurar el poder del Emperador de Japón. 
Hanpeita ordenó a Shimbe y a otro Hitokiri buscar la “venganza del cielo” contra los partidarios del Shogunato y los partidarios del acceso extranjero a Japón. Del distrito de Satsuma, Shimbe tenía orígenes campesinos. Después de su primer asesinato de alto nivel, lo nombraron samurái a pesar del desdén tradicional de los samurái hacia los campesinos. 
Shimbe estuvo implicado en el asesinato de Ii Naosuke, el jefe del Consejo de Ancianos de Edo, la administración del shogunato Tokugawa. Este asesinato encendió, la violencia en Japón, especialmente en Kioto, donde los asesinatos llegaron a ser corrientes. El Shinsengumi fue formado en 1863 para suprimir al hitokiri y a los legitimistas de Tosa y para restaurar ley y orden. 
La espada de Shimbe fue encontrada en la escena del crimen de un alto funcionario Anenokoji. Le tomaron para ser interrogado en Kioto y le mostraron la espada. En cuanto se la dieron cometió seppuku, se atravesó a sí mismo con su espada.
- Datos: Q702663